# Аспак (Верхній Рейн)
Аспа́к (фр. Aspach) — муніципалітет у Франції, у регіоні Гранд-Ест, департамент Верхній Рейн. Населення — 1134 особи (01.01.2021).
Муніципалітет розташований на відстані близько 390 км на схід від Парижа, 115 км на південь від Страсбура, 50 км на південь від Кольмара.

## Історія
До 2015 року муніципалітет перебував у складі регіону Ельзас. Від 1 січня 2016 року належить до нового об'єднаного регіону Гранд-Ест.

## Демографія
Динаміка населення (INSEE ):

## Економіка
2010 року серед 759 осіб працездатного віку (15—64 років) 592 були активними, 167 — неактивними (показник активності 78,0%, у 1999 році було 69,0%). З 592 активних мешканців працювало 540 осіб (278 чоловіків та 262 жінки), безробітними було 52 (28 чоловіків та 24 жінки). Серед 167 неактивних 70 осіб було учнями чи студентами, 56 — пенсіонерами, 41 була неактивною з інших причин.

У 2010 році в муніципалітеті числилось 446 оподаткованих домогосподарств, у яких проживали 1181,0 особи, медіана доходів виносила 22 592 євро на одного особоспоживача